# Steely & Clevie
Steely & Clevie foi uma dupla Jamaicana de produção de Reggae Dancehall composta pelos membros Wycliffe Johnson e Cleveland Browne. A dupla trabalhou com artistas como The Specials, Gregory Peck ("Poco Man Jam," 1990), Bounty Killer, Elephant Man e No Doubt.
Steely estreou como tecladista no coletivo Youth Promotion de Sugar Minott na década de 1970. Clevie inovou o uso de Caixa de ritmos no reggae. Steely e Clevie tocaram juntos pela primeira vez no estúdio Black Ark de Lee "Scratch" Perry durante o fim da década de 1970. Em 1986, a dupla era a banda residente no estúdio de King Jammy, onde virou o ponto principal do reggae no fim da década de 1980, nos tempos em que Steely & Clevie eram instituídos líderes na produção com um imenso catálogo de dub singles e 12”. A dupla formou o selo Steely & Clevie em 1987, um ano em que os Riddim de reggae e produções de hip-hop com influência do dub de Ced Gee e KRS-One no Bronx ficou eminente.
Em 1993, Steely e Clevie produziu e co-escreveu 3 faixas do 18º álbum de estúdio de Billy Ocean, Time to Move On. Em 1994, Steely e Clevie produziu uma nova versão da canção de 1967 “You Don’t Love Me (No No No)” de Dawn Penn para o álbum Steely and Cleevie Play Studio One Vintage. A faixa foi lançada como um single no mesmo e virou um hit de cartaz entre os 100 mais no USA.
Em 2004, Steely foi multado em direção perigosa depois de se envolver em um acidente, no qual a estudante do colegial Shakara Harris foi fatalmente ferida. Steely foi livre de todas as multas em Novembro de 2005.
Em 1 de setembro de 2009, Steely morreu em um hospital em East Patchoge, Nova York. Ele vinha sofrendo de pneumonia depois de ter se recuperado de complicações no rim em dezembro de 2008. Ele fez uma cirurgia para um coágulo sanguíneo no cérebro pouco antes de sua morte. Clevie continua produzindo e gravando.